# Tolpe New Yorka
Tolpe New Yorka (angleško Gangs of New York) je ameriški epski zgodovinski film iz leta 2002, ki ga je režiral Martin Scorsese. Dogajanje je postavljeno v revne četrti New Yorka in temelji na zgodovinski knjigi The Gangs of New York Herberta Asburyja iz leta 1927. Leta 1863 je dolgoletni katoliško-protestantski spor izbruhnil v nasilje, obenem so skupine irskih priseljencev protestirale proti nizkim plačam zaradi odprave suženjstva in vpoklicu v vojsko. Scenarij so napisali Jay Cocks, Steven Zaillian in Kenneth Lonergan, v glavnih vlogah pa nastopajo Leonardo DiCaprio, Daniel Day-Lewis in Cameron Diaz.
Scorsese je dvajset let razvijal projekt, dokler ga ni leta 1999 prevzel Harvey Weinstein s svojo produkcijsko družbo Miramax Films. Snemali so ga v rimskem studiu Cinecittà in New Yorku. Končan je bil že leta 2001, toda zaradi terorističnih napadov 11. septembra so film premierno predvajali šele 20. decembra 2002. Finančno je bil uspešen s prihodki 193 milijonov USD ob 100-milijonksem proračunu in tudi kritiki so film pohvalili, posebej igro Day-Lewisa, Scorsesejevo režijo ter umetniško produkcijo in kostumografijo. Na 75. podelitvi je bil nominiran za oskarja v desetih kategorijah, toda ni osvojil nobenega, nominiran je bil tudi za dvanajst nagrad BAFTA, od katerih je osvojil le nagrado za najboljšega igralca (Day-Lewis), in pet zlatih globusov, od katerih je osvojil nagradi na najboljšo režijo (Scorsese) in najboljšo izvirno pesem.

## Vloge
- Leonardo DiCaprio kot Amsterdam Vallon
- Daniel Day-Lewis kot William »Bill the Butcher« Cutting
- Cameron Diaz kot Jenny Everdeane
- Jim Broadbent kot William »Boss« Tweed
- John C. Reilly kot Happy Jack Mulraney
- Henry Thomas kot Johnny Sirocco
- Liam Neeson kot »Priest« Vallon
- Brendan Gleeson kot Walter »Monk« McGinn
- Gary Lewis kot McGloin
- Stephen Graham kot Shang
- Eddie Marsan kot Killoran
- Alec McCowen kot Reverend Raleigh
- David Hemmings kot John F. Schermerhorn
- Lawrence Gilliard Jr. kot Jimmy Spoils
- Cara Seymour kot Hell-Cat Maggie
- Roger Ashton-Griffiths kot P. T. Barnum
- Barbara Bouchet kot ga. Schermerhorn
- Michael Byrne kot Horace Greeley
- John Sessions kot Harry Watkins
- Richard Graham kot kvartopirec
- Giovanni Lombardo Radice kot g. Legree